# Pseudodiaptomus burckhardti
Pseudodiaptomus burckhardti is een eenoogkreeftjessoort uit de familie van de Pseudodiaptomidae. De wetenschappelijke naam van de soort is voor het eerst geldig gepubliceerd in 1932 door Sewell.